# ووباوه
ووباوه (به لاتین: Wobały) یک روستا در لهستان است که در گمینا دوبنگنکی واقع شده‌است.